# Marcus Caelius Rufus
Marcus Caelius Rufus, död 48 f.Kr., var en romersk politiker.
Caelius Rufus var först Ciceros lärjunge i vältalighet och statskonst samt deltog därefter i det offentliga livet för att skapa sig en politisk framtid. Kraftfull, skarp och bitande såsom talare, gjorde han sig snart bemärkt, men drevs av sin ärelystnad att icke räkna så noga med medlen, varför han uppträdde såsom ränkmakare och partigängare. Därjämte kastade han sig i njutningarnas virvel och blev genom sitt snille, sin finhet i umgänge och sitt intagande väsen tongivande bland den förnäma ungdomen i Rom. 
Han levde en tid i kärleksförbindelse med den sköna och snillrika Clodia, som dock till slut riktade en anklagelse mot honom. I rättegången försvarades Caelius Rufus av Cicero och frikändes. År 52 f.Kr. blev han folktribun och gynnade redan då Julius Caesar. 
Vid inbördeskrigets utbrott (jan. 49 f.Kr.) slöt han sig öppet till Caesar, som hjälpte honom att bli praetor. Men då han ej fann sina tjänster tillräckligt belönade, uppträdde han med samhällsomstörtande förslag i Rom. I följd härav avsatt från sitt ämbete och höjde, i förening med den gamle orostiftaren Titus Annius Milo upprorsfanan i Italien, men blev slagen och dödad år 48 f.Kr. 
En tid stod han i livlig brevväxling med Cicero. Dessa brev finns bevarade i verket "Samtliga brev" i fyra band (1963, översättning av Gabriel Sjögren).